# Se Xeno Soma
Se Xeno Soma (en griego: "Σε Ξένο Σώμα"; en español: "En otro cuerpo") es un sencillo de la cantante griega Helena Paparizou lanzado el 18 de septiembre de 2020. Es el sexto sencillo que lanza desde la publicación de su último álbum de estudio, es el sencillo promocional para la publicación de su séptimo álbum en habla helena, Apoxroseis, el cual se publicaría dos meses después. Supone la vuelta de la cantante griega a colaborar con ARCADE, con quiénes no realizaba una canción desde Askopa Xenihtia.

## Antecedentes
Fue el 5 de septiembre cuando Helena Paparizou publicaba a través de sus redes sociales y prensa la fecha de publicación de su nueva canción. Además también se compartía la portada del sencillo junto a los compositores, letristas y productores. En una entrevista de radio realizada una semana antes del lanzamiento, la cantante contaba que escuchó la demo de "Se Xeno Soma" en el estudio antes de que comenzara la cuarentena y cuando volvieron al estudio después fue la primera canción que quiso grabar. También comentaba que era una canción especial con una letra especial por lo que decidieron que sería el siguiente sencillo, previo a la publicación del álbum.

## Promoción

### Videoclip
El videoclip de la canción se publicaba en Youtube, el 21 de septiembre, dirigido por el joven Giannis Michelopolous. El video toca el tema transgénero, un tema delicado todavía en nuestra sociedad, con mucha sensibilidad y arte.
En el video Helena logra capturar la esencia de la presión de la sociedad para conformarse. Durante el video, vemos a un joven luchando por buscar el equilibrio entre sus propios deseos con las expectativas de quienes lo rodean. Esto se visualiza a través de su expresión casi desnuda del aprisionamiento de su cuerpo. Mientras, tanto, Helena se está vistiendo de forma informal después de cumplir con sus deberes del día y los dos enfrentan sus realidad opuestas en el espejo. "La canción habla a aquellos que han pasado por esos pensamientos de preguntarse cómo amar a los demás si no pueden amarse a sí mismos primero".

## Posicionamiento
| Listas         | Posición más alta |
| -------------- | ----------------- |
| Airplay Grecia | 14                |